# Richard Huber (Fußballtrainer)
Richard Huber (* 14. Juni 1970 in Villach, Kärnten) war ein langjähriger Fußballspieler in Kärnten und ist ein österreichischer Fußballtrainer.

## Karriere
Richard Huber, auch als "Ritschi" oder "Rico" Huber bekannt, spielte (nach seinen Anfangsjahren bei unterklassigen Klubs) bei Austria Klagenfurt in der 2. Division (1991–1993), danach beim sich in der Unterliga befindlichen FC St. Veit, mit dem er bis in die Regionalliga aufstieg (1993–1998), daraufhin für ein Spieljahr bei dem ebenfalls in der Regionalliga mitwirkenden SVG Bleiburg (1998/99), weiters nochmals ein Spieljahr in St. Veit (1999/2000); in weiterer Folge bis Saisonende 2001/02 bei der mit dem ASK Klagenfurt in einer Spielgemeinschaft auftretenden Amateurmannschaft des FC Kärnten. Weitere Engagements gab es wiederum bei niedrigeren Klubs, wobei er teilweise schon ins Traineramt einstieg, womit sich seine Spielerkarriere dem Ende zuneigte. Als Trainer war er bereits im Jahr 2006 beim „Bundesnachwuchszentrum“ in Klagenfurt im Einsatz.
In der Saison 2006/2007 war der als Interimstrainer gedachte Huber durch den überraschenden Rückzug des verantwortlichen Trainers Michael „Mischa“ Petrović, offiziell bekannt als Mihailo Petrović, ab 16. Juni 2006 (Quelle: "Kronen-Zeitung", Kärnten-Ausgabe vom 30. Juni 2006; Titel "Jung, hungrig") alleiniger Verantwortlicher beim FC Kärnten.  In der darauf folgenden Spielzeit 2007/2008 arbeitete er als Trainerteam mit Werner Bürgler beim gleichen Verein. Nach Zwischenstationen beim SVG Bleiburg und dem WSG Wietersdorf wurde er ab 1. Juli 2010 Trainer bei GSC Liebenfels.
Seit 1. Januar 2013 ist er Trainer beim SK Kühnsdorf, mit dem er 2013/14 überlegen den Titel in der „Unterliga Ost“ holte und damit in die Kärntner Landesliga aufgestiegen ist.